# Rajd Arktyczny 1978
Rajd Arktyczny 1978 (13. Marlboro Arctic Rally) – rajd samochodowy rozgrywany w Finlandii od 3 do 5 lutego 1978 roku. Była to druga runda Rajdowych Mistrzostw Świata w roku 1978 (zaliczana tylko do tzw. Pucharu FIA Kierowców, nie producentów), zarazem druga runda Rajdowych Mistrzostw Europy w roku 1978 oraz trzecia runda rajdowych mistrzostw Finlandii. Rajd został rozegrany na lodzie i śniegu. Bazą rajdu było fińskie miasto Rovaniemi.

## Klasyfikacja generalna[2]
| Miejsce | Nr | Kierowca         | Pilot             | Samochód           | Czas            | Strata        | Grupa | Pkt WRC | Pkt ERC |
| ------- | -- | ---------------- | ----------------- | ------------------ | --------------- | ------------- | ----- | ------- | ------- |
| 1       | 1  | Ari Vatanen      | Atso Aho          | Ford Escort RS1800 | 6 h 25 min 03 s |               | 4     | 9       | 80      |
| 2       | 10 | Henri Toivonen   | Martti Tiukkanen  | Chrysler Avenger   | 6 h 28 min 44 s | + 3 min 41 s  | 2     | 6       | 60      |
| 3       | 4  | Markku Alén      | Ilkka Kivimäki    | Fiat 131 Abarth    | 6 h 36 min 20 s | + 11 min 17 s | 4     | 4       | 48      |
| 4       | 40 | Kyösti Saari     | Jorma Hakanen     | Opel Kadett GT/E   | 6 h 47 min 04 s | + 22 min 01 s | 1     | 3       | 40      |
| 5       | 21 | Harri Väänänen   | Jari Laine        | Chrysler Avenger   | 6 h 52 min 32 s | + 27 min 29 s | 1     | 2       | 32      |
| 6       | 32 | Martti Heiskanen | Veli-Pekka Peteri | Ford Escort RS2000 | 6 h 53 min 55 s | + 28 min 52 s | 1     | 1       | 24      |
| 7       | 25 | Peter Geitel     | Rolf Mesterton    | Chrysler Avenger   | 6 h 54 min 47 s | + 29 min 44 s | 1     |         | 16      |
| 8       | 26 | Kalevi Aho       | Pekka Kaipainen   | Opel Kadett GT/E   | 6 h 58 min 01 s | + 32 min 58 s | 1     |         | 12      |
| 9       | 23 | Lasse Lampi      | Penti Kuukkala    | Ford Escort RS2000 | 7 h 02 min 11 s | + 37 min 08 s | 1     |         | 8       |
| 10      | 7  | Juha Hämäläinen  | Hannu Sarkeala    | Ford Escort RS2000 | 7 h 04 min 16 s | + 39 min 13 s | 1     |         | 4       |

## Punktacja

### Klasyfikacja  FIA Cup for Rally Drivers (WRC)
| Lp | Producent           | Pkt. |
| -- | ------------------- | ---- |
| 1  | Jean-Pierre Nicolas | 9    |
| 1  | Ari Vatanen         | 9    |
| 3  | Jean Ragnotti       | 6    |
| 3  | Henri Toivonen      | 6    |
| 5  | Guy Fréquelin       | 4    |
| 5  | Markku Alén         | 4    |

- Uwaga: Tabela obejmuje tylko pięć pierwszych miejsc.

### Klasyfikacja  kierowców (ERC)
| Lp | Producent      | Pkt. |
| -- | -------------- | ---- |
| 1  | Ari Vatanen    | 80   |
| 1  | Henri Toivonen | 60   |
| 3  | Markku Alén    | 48   |
| 4  | Kyösti Saari   | 40   |
| 5  | Harri Väänänen | 32   |